# Drapeau de Santurtzi
Le Drapeau de Santurtzi est le prix d'une régate de traînières qui a lieu depuis 1980, organisée par l'Itsasoko Ama et soutenue par la mairie de Santurtzi.

## Histoire
Cette régate se déroulait habituellement sur deux journées, voire une seule à certaines occasions comme en 1980, 1981, 1983 et à partir de 1995.

## Palmarès
| Édition | Année | Vainqueur       | Second           | Troisième               |
| I       | 1980  | Kaiku           | Santurce         | Hondarribia             |
| II*     | 1981  | Kaiku           | Zumaia           | Donostia Arraun Lagunak |
| III     | 1982  | Zumaia          | Santurtzi        | Algorta                 |
| IV      | 1983  | Santurtzi       | Zumaia           | Ondarroa                |
| V       | 1984  | Zumaia          | Santurtzi        | Tirán                   |
| VI      | 1985  | Santurtzi       | Zumaia           | San Juan                |
| VII     | 1986  | San Juan        | Zumaia           | Santurtzi               |
| VIII    | 1987  | Zumaia          | San Pedro        | San Juan                |
| IX      | 1988  | San Juan        | San Pedro        | Santurtzi               |
| X       | 1989  | San Juan        | Santurtzi        | Zierbena                |
| XI      | 1990  | San Juan        | San Pedro        | Santurtzi               |
| XII     | 1991  | San Pedro       | San Juan         | Donostia Arraun Lagunak |
| XIII    | 1992  | San Pedro       | Donibaneko       | Donostia Arraun Lagunak |
| XIV     | 1993  | San Pedro       | Orio             | Santurtzi               |
| XV      | 1994  | Donibaneko      | San Pedro        | Hondarribia             |
| XVI     | 1995  | San Pedro       | Donibaneko       | Hondarribia             |
| XVII    | 1996  | Orio            | San Pedro        | Ondarroa                |
| XVIII   | 1997  | --              | --               | --                      |
| XIX     | 1998  | Donibaneko      | Trintxerpe       | San Juan                |
| XX      | 1999  | Urdaibai        | --               | --                      |
| XXI     | 2000  | Orio            | Astillero        | Hondarribia             |
| XXII    | 2001  | Castro-Urdiales | Orio             | Urdaibai                |
| XXIII   | 2002  | Santurtzi       | Arkote-Elanchove | Algorta-Deusto          |
| XXIV    | 2003  | Ur-Kirolak      | Santander        | San Pedro               |
| XXV     | 2004  | --              | --               | --                      |
| XXVI**  | 2005  | Pontejos        | Santurtzi        | Hondarribia             |
| XXVII   | 2006  | Getaria         | Hondarribia      | Santurtzi               |
| XXVIII  | 2007  | San Juan        | Getaria          | Kaiku                   |
| XXIX    | 2008  | Kaiku           | Camargo          | San Juan                |
| XXXe    | 2009  | Astillero       | San Juan         | Santurtzi               |
| XXXI    | 2010  | Santurtzi       | Donostiarra      | Isuntza                 |

NB : 
- en 1981, les résultats sont annulés compte tenu d'un problème de fixation des bouées.
- En 2005, la régate intègre une ligue fédérative et se voit appelée aussi Drapeau Itsasoko Ama.